# Verband Hessischer Fischer
Der Verband Hessischer Fischer e.V. (VHF e. V.) ist ein anerkannter Naturschutzverband nach §60 Bundesnaturschutzgesetz mit Sitz in Wiesbaden. Er setzt sich zusammen aus über 450 Angelvereinen und Berufsfischern in Hessen.

## Ziele und Vereinstätigkeit
Der VHF mit seinen Teilorganisationen ist für die Fischereiausbildung, Interessenvertretung der Angler, die Ausbildung von Gewässerwarten, Artenschutzprogramme durch Besatz mit bedrohten Fischarten, Übernahme von Gewässerpatenschaften, Renaturierungsmaßnahmen und Hegemaßnahmen im und am Gewässer tätig. Dies passiert in Zusammenarbeit mit seinen Mitgliedsvereinen auf ehrenamtlicher Basis. Zudem gibt er als anerkannter Naturschutzverband Stellungnahmen zu Bauvorhaben und landschaftsverändernden Maßnahmen ab.
Hierfür hat der VHF mehrere Fachreferate gegründet die sich bspw. mit den Themen Gewässer und Naturschutz beschäftigen. Zudem ist der VHF der vom Hessischen Ministerium für Umwelt, Klimaschutz, Landwirtschaft und Verbraucherschutz benannte Verantwortliche für die Ausbildung zur Fischerprüfung. Daneben bildet der VHF auch Gewässerwarte für die verschiedenen Gewässerarten aus. Diese setzen sich für die Wasserqualität in den Gewässern ein und erstellen langlaufende Gutachten. Ein weiteres Betätigungsfeld ist der Umweltschutz mit Schwerpunkt Fisch- und Gewässerschutz.

## Geschichte
Der Verband Hessischer Fischer entstand am 19. Mai 2007 auf der gemeinsamen Mitgliederversammlung des Fischereiverbandes Kurhessen e. V. und des Verbandes Hessischer Sportfischer e. V. in Alsfeld gegründet. Sowohl der Fischereiverband Kurhessen, am 31. März 2007 in Baunatal, als auch der Verband Hessischer Sportfischer, am 15. April 2007 in Dillenburg, hatten vorher dem Verschmelzungsvertrag zugestimmt. Als Sitz des Verbandes wurde Wiesbaden festgelegt, die Geschäftsstelle des ehemaligen Fischereiverbandes Kurhessen e. V. blieb weiter als Geschäftsstelle Nord bestehen. Der Verband vertrat jetzt rund 35.000 Angler und nahezu alle hessischen Erwerbs- und Nebenerwerbsfischer. Die Erwerbsfischer in Hessen sind im VHF als eigenständiges Referat organisiert. Der für die Fischereiausbildung in Hessen zuständige Landesfischereiverband Hessen ist Teil der Struktur des VHF. 
Nach einem ersten Sondierungsgespräch im Oktober 2007 und einem Beitrittsgespräch am 3. Juni 2008 wurde am 11. Oktober 2008 ein privatschriftlicher Vertrag zwischen dem VHF e. V. und dem Landesverband des VDSF (Verband Deutscher Sportfischer) die Verschmelzung der beiden Verbände besiegelt und am 22. Januar 2009 in einem Verschmelzungsvertrag notariell besiegelt und am 19. April 2009 von der Mitgliederversammlung des VHF e. V.in Greifenstein-Allendorf sowie am 26. April 2009 von den Mitgliedern des Landesverbandes des VDSF in Niederdorfelden beschlossen. Als Verschmelzungsstichtag wurde der 1. März 2010 festgelegt. Dies vergrößerte die Anzahl der Mitglieder auf nun fast 40.000 Mitglieder.

## Präsidenten
- 2007–2008: Niklas Hafenrichter
- 2008–2015: Rjurik Nentwig
- 2015–2019: Klaus Däschler
- Ab 2019: Michael Wolfram

## Ehrenpräsidenten
- 2008: Niklas Hafenrichter
- 2008: Gert Wenderoth
- 2010: Willi Laut
- 2015: Rjurik Nentwig